# Coregonus confusus
Coregonus confusus — вид лососевих риб роду сиг (Coregonus).

## Поширення
Цей рідкісний вид є ендеміком Швейцарії. Зустрічається у Більському озері. Можливо живе також у Невшательському озері. Популяція на озері Муртен вимерла в 1960-х роках через евтрофікацію та зниження рівня води.